# Euterpe
|  | Per a altres significats, vegeu «Euterpe (desambiguació)». |

En la mitologia grega, Euterpe (en grec Ευτέρπη, «la molt agradable», «la d'agradable geni »o «la de bon ànim») és la musa de la música, especialment protectora de l'art de tocar la flauta. Com les altres muses era filla de Mnemòsine i de Zeus.
En general se la representa coronada de flors i portant entre les seves mans el doble aulos. En altres ocasions se la troba amb altres instruments de música: violins, guitarres, tambor, etcètera. A l'acabament de l'època clàssica se la denominava musa de la poesia lírica, i era representada amb una flauta a la mà. Alguns historiadors li atribueixen la invenció de l'aulos o flauta doble, encara que la majoria dels estudiosos de la mitologia concedeixen aquest honor al sàtir Marsias. El déu fluvial Estrímon va deixar Euterpe embarassada. El seu fill, Rhesus de Tràcia dirigí una partida de Tracis i va morir a les mans de Diomedes a Troia, segons Homer en la Ilíada.
El Museu Nacional Arqueològic de Tarragona té un magnífic mosaic amb la seva figura que data del segle ii i va ser descobert a la vil·la romana dels Munts (Altafulla).